# Bärtiger Alant
Der Bärtige Alant (Inula barbata) ist eine Pflanzenart aus der Familie der Korbblütler (Asteraceae).

## Erkennungsmerkmale
Der Bärtige Alant ist eine ausdauernde, krautige Pflanze oder ein Halbstrauch, die Wuchshöhen von 25 bis 50 Zentimeter erreicht. Die Blätter messen 7 bis 10 × 1,2 bis 2 Zentimeter und sind verkehrteilanzettlich, kahl bis rau und fein bewimpert. Die Blütenköpfe sind einzeln und haben einen Durchmesser von 4 bis 6 Zentimeter.
Die Blütezeit reicht von Juli bis September.

## Vorkommen
Der Bärtige Alant kommt im westlichen Himalaya von Kaschmir bis Nepal in Höhenlagen von 2600 bis 3400 Meter vor.

## Nutzung
Der Bärtige Alant wird selten als Zierpflanze genutzt.

## Belege
- Eckehart J. Jäger, Friedrich Ebel, Peter Hanelt, Gerd K. Müller (Hrsg.): Rothmaler Exkursionsflora von Deutschland. Band 5: Krautige Zier- und Nutzpflanzen. Spektrum Akademischer Verlag, Berlin/Heidelberg 2008, ISBN 978-3-8274-0918-8.